# Abrothrichini
Abrothrichini – plemię ssaków z podrodziny bawełniaków (Sigmodontinae) w obrębie rodziny chomikowatych (Cricetidae).

## Zasięg występowania
Plemię obejmuje gatunki występujące w Ameryce Południowej.

## Podział systematyczny
Do plemienia należą następujące rodzaje: 
- Paynomys Teta, Cañón, B.D. Patterson & Pardiñas, 2017 – jedynym przedstawicielem jest Paynomys macronyx (O. Thomas, 1894) – pazurnik andyjski
- Chelemys O. Thomas, 1903 – pazurnik – jedynym przedstawicielem jest Chelemys megalonyx (Waterhouse, 1845) – pazurnik większy
- Notiomys O. Thomas, 1890 – patagończyk – jedynym przedstawicielem jest Notiomys edwardsii O. Thomas, 1890 – patagończyk długopazurzasty
- Geoxus O. Thomas, 1919 – krecikomysz
- Abrothrix Waterhouse, 1837 – sierściak